# Sitochora ellipsospora
Sitochora ellipsospora är en svampart som beskrevs av H.B.P. Upadhyay 1964. Sitochora ellipsospora ingår i släktet Sitochora, divisionen sporsäcksvampar och riket svampar.   Inga underarter finns listade i Catalogue of Life.